# Steven Adler’s Getting Started With Rock Drumming
Steven Adler’s Getting Started With Rock Drumming – pierwsza szkoła perkusyjna na DVD perkusisty Stevena Adlera związanego z takimi zespołami jak Adler’s Appetite i Guns N’ Roses.

## Opis
Perkusista w swojej szkółce opisuje podstawy gry na perkusji w stylu rock, pokazując rytmy i zagrywki idealne dla początkujących perkusistów. Dodatkowo widzowie szkółki dowiedzą się nieco o początkach Adlera z bębnami oraz źródłach jego inspiracji.